# (22408) 1995 SC3
(22408) 1995 SC3 là một tiểu hành tinh vành đai chính. Nó được phát hiện bởi Seiji Ueda và Hiroshi Kaneda ở Kushiro, Hokkaidō, Nhật Bản, ngày 20 tháng 9 năm 1995.